# Château du Vaudroc
 (juillet 2010).
Si vous disposez d'ouvrages ou d'articles de référence ou si vous connaissez des sites web de qualité traitant du thème abordé ici, merci de compléter l'article en donnant les références utiles à sa vérifiabilité et en les liant à la section « Notes et références ».
Le château du Vaudroc est une demeure du XVIIe siècle qui se dresse sur le territoire de la commune française de Limpiville, dans le département de la Seine-Maritime, en région Normandie.
Le château, propriété privée non ouverte à la visite, est inscrit au titre des monuments historiques.

## Localisation
Le château est situé dans la commune de Limpiville, entre Fécamp et Yvetot dans l'ouest du département français de la Seine-Maritime.

## Historique
Le château actuel fait suite à un édifice antérieur du XVe siècle possession de Louis de Réneville et reconstruit au début du XVIIe siècle par Isaac de La Haye et Françoise de Thiboutot,.
Sur le corps de logis en brique et pierre érigé au XVIIe siècle le marquis Louis-François Dyel de Vaudrocque, d'origine cauchoise, acquiert en 1736 à son retour de Martinique des religieux de l'abbaye de Fécamp le domaine de Limpiville, et fait ajouter deux ailes. Il y dessine un parc à la Française et crée la grande charmille et les trois parterres encadrés de tilleuls taillés.
Acquis par le marquis et la marquise de Lillers en 1958, le domaine, et plus particulièrement le parc, font l'objet d'une restauration soignée.

## Description

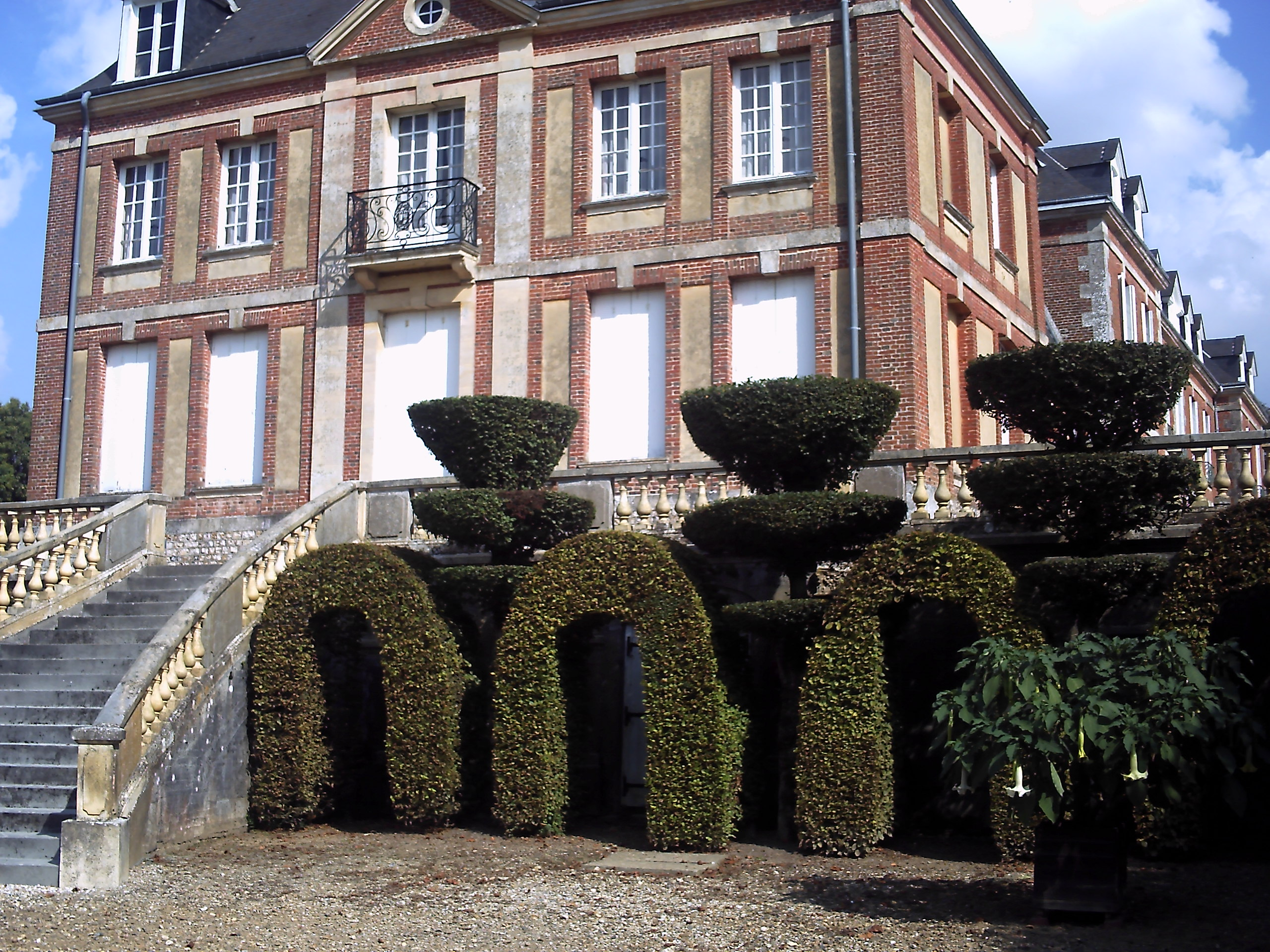
La façade ouest et ses sculptures végétales.

Le château est caractéristique de l'époque Henri IV-Louis XIII.

## Protection
Le château est inscrit au titre des monuments historiques par arrêté du 7 octobre 1931.

## Visite
Le parc est ouvert deux fois par an à la visite : lors des journées européennes du patrimoine et des « Parcs et Jardins en juin ».